# Kritias (Sohn des Leaides)
Kritias (griechisch Κριτίας; * ca. 520 v. Chr.), Sohn des Leaides, war ein Athener Politiker. Sein Name taucht auf zwei in der Agora gefundenen Ostraka auf, die aufgrund der Buchstabenform und des Fundkontexts in die 480er v. Chr. datiert werden. Er gilt als Vater des Kallaischros und damit Großvater des „Tyrannen“ Kritias; die Unstimmigkeiten hinsichtlich der von Platon überlieferten Familien-Genealogie des „Tyrannen“ Kritias werden als literarischer Kunstgriff verstanden. Kritias, Sohn des Leaides, gilt zudem als Vater des Glaukon, Großvater des „Tyrannen“ Charmides und der Periktione, und damit als Urgroßvater Platons.
Kritias wird politisch den Gegnern des Themistokles zugeordnet.